# 毛嘴杜鹃
毛嘴杜鹃（学名：Rhododendron trichostomum），为杜鹃花科杜鹃花属下的一个植物变种。